# Icarus (filme)
Icarus (bra: Ação e Reação; prt: Icarus - Máquina de Guerra) é um filme de ação dirigido por Dolph Lundgren, lançado em 2010

## Sinopse
O herói do filme leva a vida como empresário para uma empresa de investimento, mas no passado foi um agente da KGB conhecido como Icarus. Ele tenta escapar de sua vida passada, mas sua identidade é descoberta e ele é caçado. Edward Genn - verdadeiro nome de Icarus - luta por sua vida e a vida de sua ex-esposa e filha.

## Elenco
- Dolph Lundgren como Edward "Eddie" Genn / Icarus
- David Lewis como Sr. Graham
- Samantha Ferris como Kerr
- Bo Svenson como Vadim Voroshilov
- Stefanie von Pfetten como Joey (creditada como Stefanie Von Pfetten)
- Lindsay Maxwell como April
- John Tench como Serge
- Katelyn Mager como Taylor
- Monique Ganderton como Kim